# 本地治里市
本地治里市，又譯為朋迪榭里市，或稱為本地治里地區，是印度本地治里聯邦屬地的四個組成地區之一，亦是該聯邦屬地的首府。該市被泰米爾納德邦所包圍。屬本地治里縣，全縣面积293平方公里。
今日本地治里市的居民除了說泰米爾語外，還會說法語和英語。於市內經常可以看到路標上只有法文和英文，卻沒有泰米爾文。
該市被一道1.25英里（2公里）的海堤所保護，這道海堤高於海平面27尺，由法國人於1735年構築而成。

## 历史
本地治里（泰米尔语：Puducherry）原名Pondicherry，在法国对印度进行殖民统治后，被誉为“东方的法国里维埃拉”。Puducherry是泰米尔语对“新城”的解释，主要来源于“Poduke”，这是公元1世纪罗马贸易的市场或“港口城镇”的名称，如《爱利脱利亚海周航记》中所述。该定居点曾经是精通吠陀的学者的住所，因此也被称为Vedapuri。
本地治里的历史大致可分为两个时期：前殖民时期和殖民时期。前殖民时期始于帕拉瓦王朝的统治，他从325年到900年统治了帝国，之后是900年到1279年的朱罗王朝和1279年到1370年的潘地亚王朝。在14世纪，这座城市从1370年到1614年处于毗奢耶那伽罗王朝金吉的奈克希普统治之下，之后它被阿迪勒·沙阿王朝征服，时间从1614年到1638年。正是在这一时期，葡萄牙和丹麦商人将其用作贸易中心。

### 殖民时期
殖民时期始于1521年第一批从事纺织品贸易的葡萄牙人，随后是17世纪的荷兰人和丹麦人。
本地治里繁荣的贸易吸引了法国人，1674年，法国拓荒者弗朗索瓦·马丁以法国定居点的形式奠定了该镇的主要特征。1693年，本地治里被荷兰人占领，随后于1699年根据《雷斯威克条约》恢复原状。
法国人于1720年获得了马埃，1731年获得了亚南，1738年获得了开利开尔。英国人从法国人手中夺取了这座城市，但在1763年《巴黎条约》签订后将其归还。这场英法战争一直持续到1814年。法国控制了本地治里、马埃、亚南、开利开尔和金德讷格尔的定居点，甚至在英国统治时期，直到1954年。法国统治了138年，1954年10月31日，法国在事实上的权力移交后离开了印度海岸。
附近的阿里卡梅杜、阿里扬库班、卡卡扬托佩、维利亚努尔和巴胡尔等地曾被法国东印度公司殖民一段时间，后来成为本地治里的联邦领土，这些地方有殖民时期之前的历史记录。
Poduke或Poduca（市场）是公元前3世纪的罗马贸易目的地。Poduca被确定为可能是阿里卡梅杜（现在是阿里扬库班的一部分），距离现代城市本地治里约2英里（3.2公里）。该地区是4世纪帕拉瓦甘吉布勒姆王国的一部分。坦贾武尔的朱罗人从10世纪到13世纪一直拥有它，直到13世纪被潘地亚王国取代。毗奢耶那伽罗王朝在14世纪几乎控制了印度南部的所有地区，并一直控制到1638年，当时他们被阿迪勒·沙阿王朝取代。
1674年，法国东印度公司在本地治里建立了一个贸易中心，这个前哨最终成为法国在印度的主要定居点。法国总督弗朗索瓦·马丁（François Martin）对这座城市及其商业关系做出了显著改善，同时也面临着荷兰和英国的强烈反对。通过几位支持苏丹的法国商人和医生的斡旋，他与戈尔孔达苏丹进行了长期谈判。珠宝和宝石贸易是众多活动之一，在欧洲地区已经非常流行。1668年至1674年间，沿南印度海岸建立了五个贸易站。这座城市被一条运河分隔成法国区和印度区。
1693年8月21日，在大同盟战争期间，本地治里被荷兰人占领。荷兰科罗曼德总督小劳伦斯·皮特率领一支由17艘船只和1600名士兵组成的舰队从那加帕蒂南出发，轰炸了本地治里两周，迫使弗朗索瓦·马丁投降。在雷斯威克条约中，各方同意归还被征服的领土，1699年，本地治里被归还给法国人。
1761年1月16日，英国人从法国人手中夺取了本地治里，但在七年战争结束后，根据1763年《巴黎条约》将其归还。1793年，在法国大革命战争期间的本地治里围城战中，英国再次控制了该地区，并于1814年将其归还给法国。

### 印度独立后

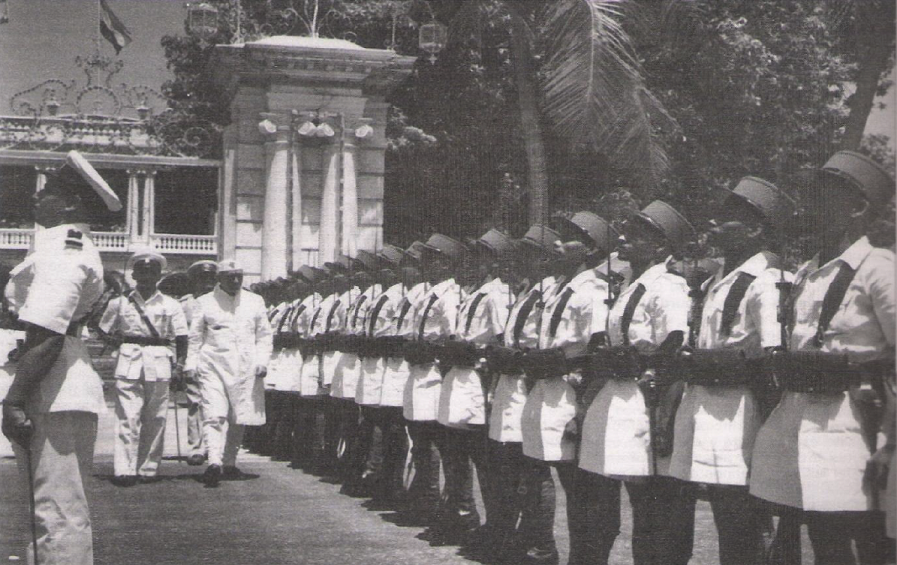
尼赫鲁访问本地治里，1955年1月

1954年3月18日，本地治里市政府通过了一系列决议，要求立即与印度合并。几天后，开利开尔市也通过了类似的决议。这些决议得到了法属印度议员（俗称部长）和国民大会主席的全力支持。这些城市约占法国属地人口的90%，他们呼吁法国政府采取紧急和必要的措施，实现人民的愿望。印度政府明确表示，人民的文化权利和其他权利将得到充分尊重。他们并没有要求立即移交法国的法律主权。他们的建议是，应立即进行事实上的行政移交，而法国的主权应持续到宪法问题得到解决为止。印度和法国都必须对各自的宪法进行必要的修改。所有这一切都需要时间，而人民的要求是不经公投立即合并。印度政府相信，他们提出的建议将有助于促进他们非常希望的解决方案。
1954年10月18日，在本地治里市和潘查亚特市镇有178人参加的大选中，170人赞成合并，8人投票反对。1954年11月1日，法属印度领土从法国统治下事实上移交给印度联邦，并被确立为本地治里的联邦领土。1956年签署了实现法律上转让的条约。然而，由于法国的反对，法国国民议会直到1962年8月16日才批准该条约。

## 地理

### 地形
本地治里的地形与泰米尔纳德邦沿海的地形相同。本地治里的平均海拔为海平面，包括许多入海口，当地称之为“回水”。由于1989年在城市南部修建的防波堤，本地治里经历了极端的海岸侵蚀。这里曾经是一个宽阔的沙滩，现在这座城市被一条2公里长的海堤保护着，海堤高出海平面8.5米。虽然法国政府在1735年建造了一座早期海堤，但这并不是“硬结构海防”，而是旧航运码头的附属品，也是从海滩到城市的过渡。
如今，海堤由一排排花岗岩巨石组成，每年都会加固，以阻止侵蚀。由于海堤的存在，沿海边缘出现了严重的海底侵蚀和湍流，导致关键潮间带内的生物多样性极度丧失。每当石头落入不断侵蚀的海底时出现缺口，政府就会增加更多的巨石。本地治里的海堤也导致海滩侵蚀，进一步向海岸迁移，到达该市北部的本地治里和泰米尔纳德邦的渔村。

### 气候
本地治里的气候被柯本气候分类分类为热带干湿季气候，类似于沿海的泰米尔纳德邦。具体来说，这是冬季干燥型（Aw），与夏季干燥型（As）相邻，因为3月份的平均降雨天数最低，为0.7天，平均降雨量为18.5毫米（0.73英寸）。夏季从3月持续到6月初，4月至6月期间最高气温可达41°C（106°F）。平均最高气温为36°C（97°F）。最低温度在28-32°C（82-90°F）之间。六月至九月期间，本地治里会有高湿度及偶尔有雷阵雨。
东北季风在10月中旬开始，本地治里在10月到12月期间获得了大部分的年降雨量。在6月到9月之间，西南季风也带来了少量降雨。年平均降雨量为1355毫米或53英寸旱季在1月至6月之间，2月平均降雨量最少，为16.9毫米（0.67英寸）。冬天非常温暖，最高温度为30°C(86°F)，最低温度通常降至18-20°C（64-68°F）左右。

## 人口
根据2011年印度人口普查，本地治里的人口为244,377人，其中女性为124,947人，男性为119,430人。平均识字率为80.6%，男性识字率为84.6%，女性识字率为76.7%。百分之十的人口在六岁以下。
本地治里的大多数人都说泰米尔语。这里有一个法国人社区和一些法国机构，如法国领事馆、法国本地治里学院和法国文化协会。

## 经济
2012年，印度电力部在普杜切里启动了“智能电网”项目。
本地治里附近的农业包括水稻、豆类、甘蔗、椰子和棉花等作物。
2016年，本地治里邦政府雇员中央联合会向联邦内政部长拉杰纳特·辛格提交了一份关于本地治里财政和社会危机的现状报告。该报告指出，“惊人的债务、停滞的税收收入和猖獗的挪用资金的结合，扼杀了联邦领土的经济”，并呼吁采取战备措施，“提供良好的治理，结束腐败”。

## 政治
本地治里市由两个市组成，本地治里市和乌扎瓦卡拉伊市。本地治里联邦直辖区的市镇和乡村委会都在地方行政部门的行政控制下运作。本地治里隶属于本地治里区，由前本地治里市和穆达利亚尔佩特市组成，总部设在本地治里。它共有42个区，面积19.46平方公里（7.51平方英里）。1-10区位于城市北部；11-19区位于林荫大道镇，其余区位于市中心西南部。

### 事件
本地治里面临着高贫困率、道路维护不足、缺乏污水基础设施、海滩不整洁、空气污染和性犯罪等问题。包括前副总督基兰·贝迪在内的官员指责当地行政官员忽视了适当的管理和腐败。

## 旅游

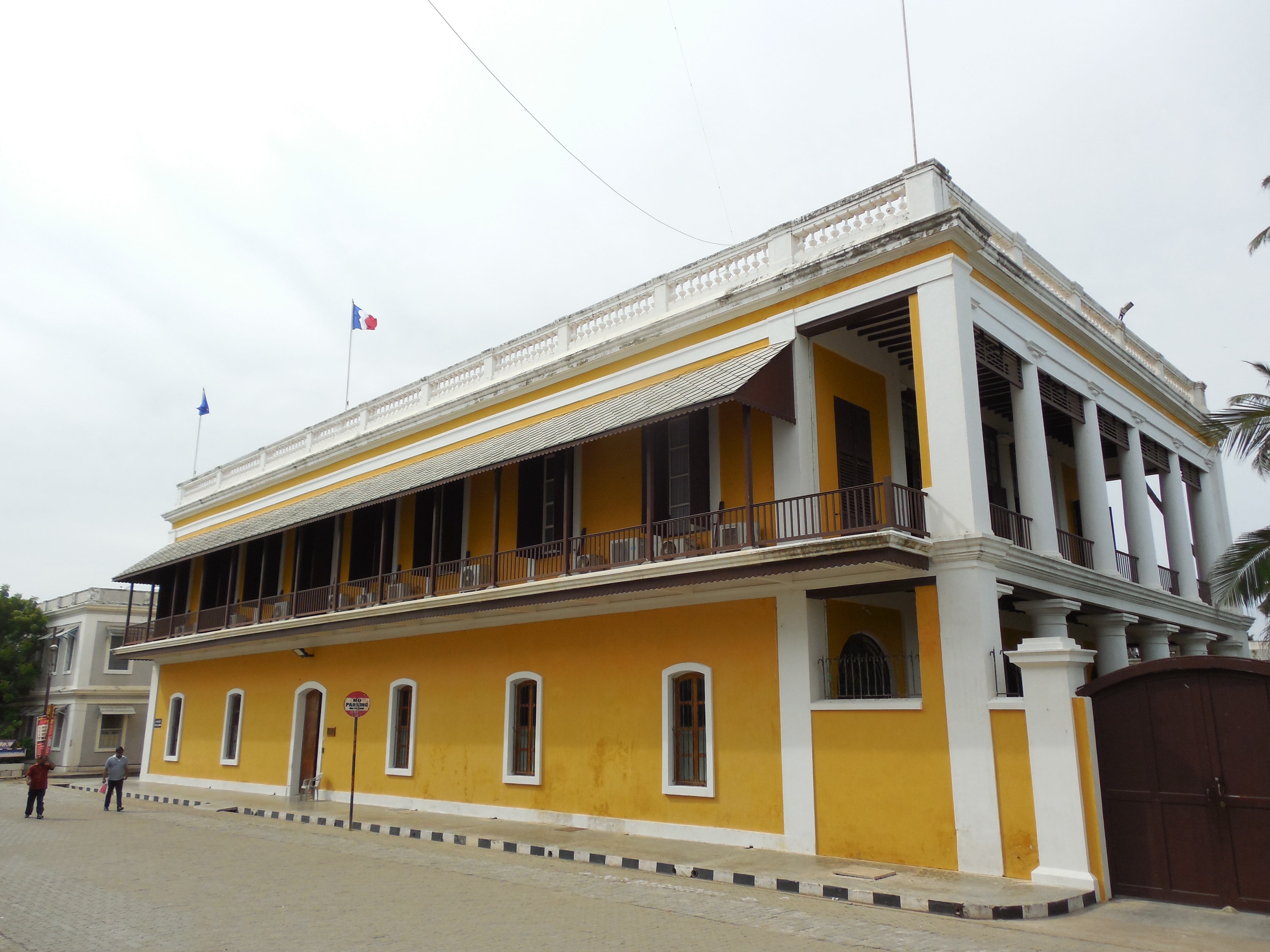
本地治里的法国领事馆

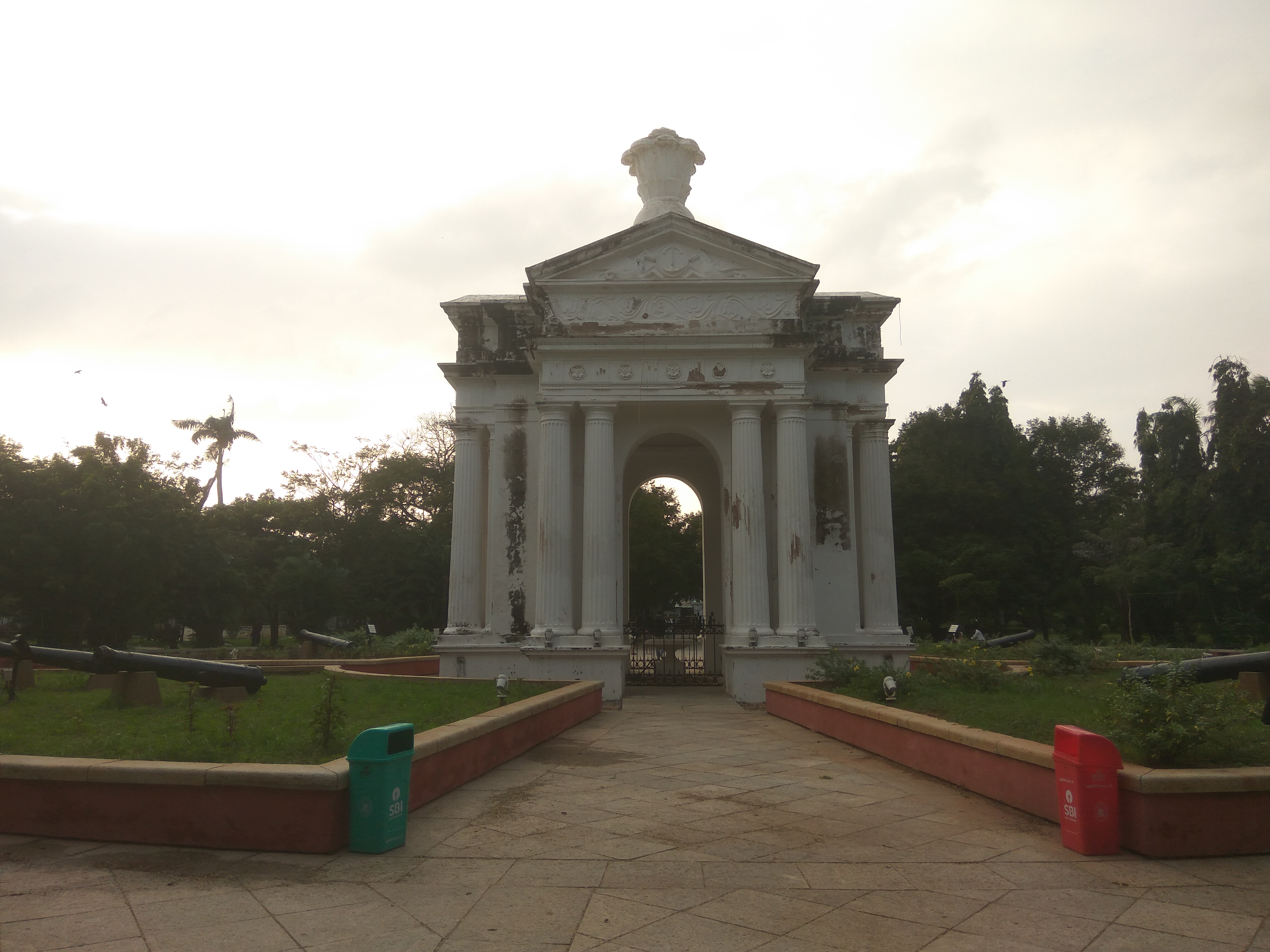
公园纪念碑

本地治里是一个旅游胜地。这座城市有许多殖民时期的建筑、教堂、寺庙和雕像，再加上旧区的城镇规划和法式大道，仍然保留了大部分的殖民氛围。
虽然大海对游客很有吸引力，但本地治里不再有曾经点缀其海岸线的沙滩。通往港口的防波堤和岸上建造的其他硬质结构造成了极端的海岸侵蚀，本地治里海滨海滩的沙子已经完全消失了。由于该市海堤和折流坝的建设，北部海岸线上的海滩也消失了。防波堤以南堆积了大量的沙子，但这不是一个大海滩，从城市也不容易到达。
政府已采取措施建造珊瑚礁并重新填充沙子。海滨长廊海滩（古贝尔大道）的一小块土地可通往大海。此外，该海滩是印度最干净的海滩之一，已被选为蓝旗认证。
位于海岸街的师利·奥罗宾多静修处是印度最重要的静修处之一，由独立运动斗士和精神哲学家师利·奥罗宾多创立。Auroville（黎明之城）是一个“实验性”城镇，位于本地治里西北8公里（5.0英里）处。
本地治里有许多古老的教堂，其中大部分建于18世纪和19世纪。海滨长廊海滩周围有许多遗产建筑和纪念碑，如儿童公园和迪普莱雕像、甘地雕像、尼赫鲁雕像、咖啡馆、法国战争纪念碑、19世纪灯塔、巴拉蒂公园、总督宫、罗曼·罗兰图书馆、立法议会、本地治里博物馆和圣路易街的法国本地治里学院。
读地址里植物园位于新巴士站以南。春南巴尔背水度假村距离本地治里8公里（5.0英里），沿着古德洛尔主干道。这个热带度假胜地的一侧有一条小溪。
马纳库拉维纳亚加尔街上的阿鲁米古马纳库拉维纳亚加尔寺庙是象头神的印度教寺庙。马纳库拉维纳亚加尔寺庙在1666年法国人来到本地治里定居之前就已经存在了。
维兰帕蒂南村的Sengazhuner Amman是本地治里最古老的寺庙之一，距离市中心约7公里（4.3英里）。8月中旬举行的汽车节在本地治里和其他邻近地区很有名。自每年泰米尔人的“Aadi”月开始以来，该节日于第五个星期五举行。
Thirukaameeswarar神庙位于一个名为维利亚努尔的乡村小镇，距离维卢布勒姆约10公里（6.2英里）。

## 交通

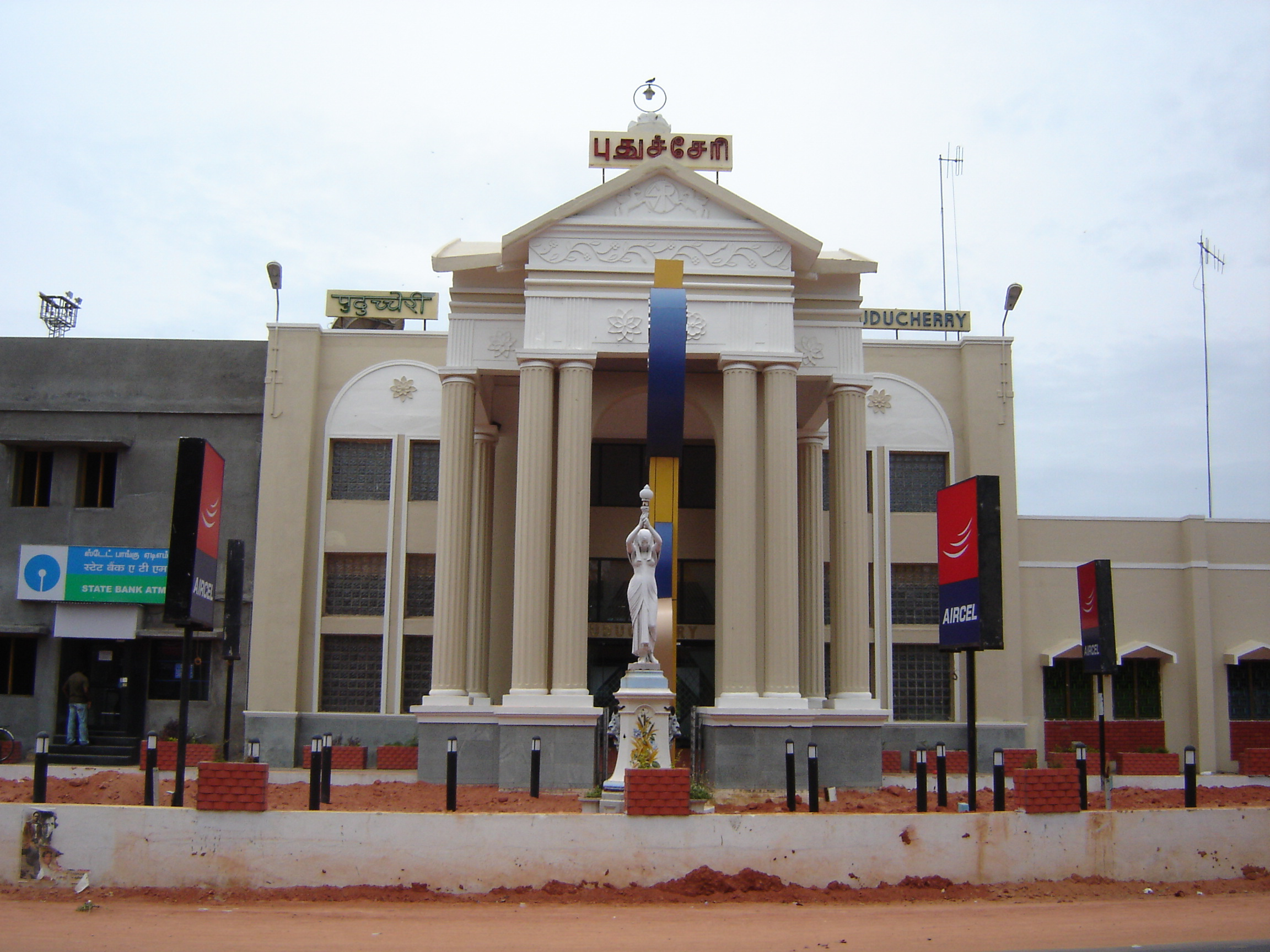
本地治里火车站

### 道路
本地治里通过东海岸公路穿过马马拉普拉姆与金奈相连。从金奈出发的几个主要车站每天都有巴士服务。本地治里公路运输公司在市内和市外经营公共汽车。泰米尔纳德邦运输公司经营从金奈到本地治里的空调巴士服务。

### 火车
本地治里通过火车与印度所有主要城市相连，如金奈、德里、加尔各答（豪拉）、孟买、科摩林角、海得拉巴、那格浦尔、布巴内什瓦尔、班加罗尔、维沙卡帕特南和门格洛尔。此外，距离约24英里（39公里）的维卢布勒姆枢纽车站与其他几个印度城市相连。

### 飞机
本地治里机场位于本地治里联邦领地的议会选区劳斯佩特。它有直飞海得拉巴和班加罗尔的航班。

## 文化
- 本地治里王子，是罗尔德·达尔的《查理与巧克力工厂》作品中的一个角色。
- 加拿大作家杨·马泰尔的小说《少年Pi的奇幻漂流》，剧情前三分之一设定在本地治里，2012年的改编的同名电影也在当地拍摄。[16]
- 李·兰利（英语：Lee Langley）写过一本小说《本地治里的一匹马》。

## 名人
- 文卡塔苏巴·雷迪亚尔，本地治里第二任总督
- 阿南达拉伊，演员
- 凯拉萨·苏比亚，法属印度共产党总书记
- 巴拉蒂达桑，泰米尔诗人
- 卡琪·柯切林，女演员
- 纳维·拉乔，硅谷首席策略师
- 索马瑟加尔，前微软副总裁
- 加纳帕蒂·塔尼凯莫尼，孢粉学专家。
- 雅克·劳里斯顿，法国大革命至复辟时期的将军。

## 友好城市
- 法國 巴斯特尔